# بريان فيلان
بريان فيلان (بالإنجليزية: Bryan Phelan)‏ هو لاعب قذف أيرلندي، ولد في 1979 في وترفورد في جمهورية أيرلندا.